# Педиплен

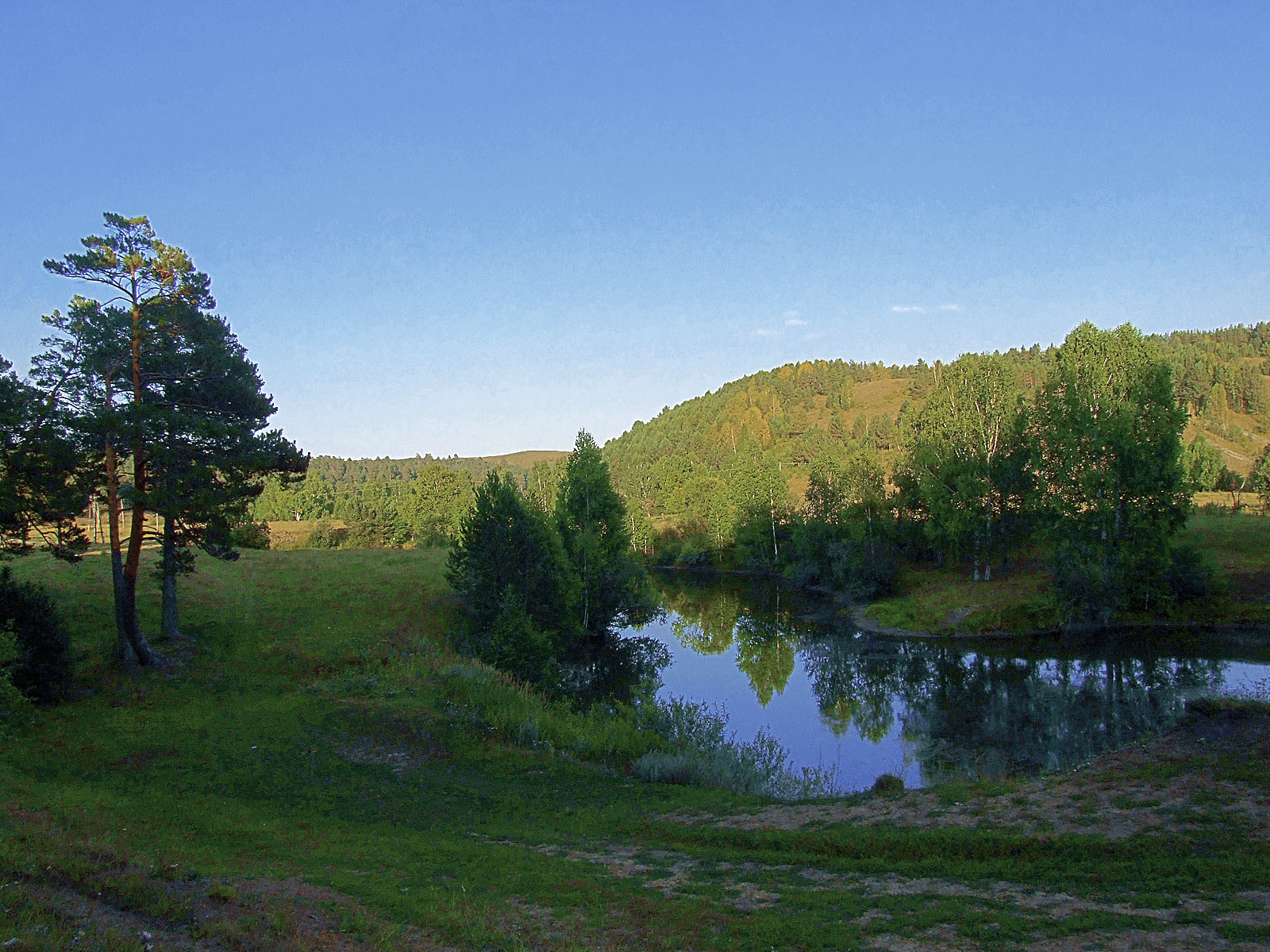
Педипленізація. Салаїрський кряж.

Педиплен (англ. pediplain, від лат. pes, родовий відмінок лат. pedis — нога, підніжжя і англ. plain — рівнина) — обширна слабонахилена денудаційна рівнина, що утворюється в умовах аридного і семіаридного клімату на місці раніше існуючого гірського або горбистого рельєфу шляхом паралельного відступу схилів від осі долин і з'єднання окремих вирівняних ділянок, — педиментів.

## Загальний опис
Поняття педиплена та педипланації вперше розробив геолог Лестер Чарльз Кінг у своїй книзі 1942 року «Південноафриканські пейзажі». 
Щодо механізму утворення педиплена немає єдиної думки. Вважається, що головною і обов'язковою умовою утворення педиплена є тривала відсутність рухів, що створюють похилі поверхні, і постійне положення базису денудації, що визначає низхідний розвиток рельєфу і вирівнювання в будь-яких кліматичних умовах.
ПЕДИПЛЕН — тип рельєфу, що утворюється внаслідок злиття педиментів. Вирівняна слабко нахилена денудаційна поверхня, яка утворюється на заключних стадіях педипланації шляхом злиття педиментів. Відмічається в тропічній Африці (в області савани), де вирівняні території займають до 90 % всієї поверхні і лише 10 % припадає на рідко розкидані острівні гори — останні рештки попередньої більш високої поверхні.